# (39660) 1995 UU46
(39660) 1995 UU46 est un astéroïde de la ceinture principale d'astéroïdes découvert en 1995.

## Description
(39660) 1995 UU46 a été découvert le 20 octobre 1995 au Centre de recherches en géodynamique et astrométrie (CERGA), à Caussols en France, par Eric Walter Elst.

### Caractéristiques orbitales
L'orbite de cet astéroïde est caractérisée par un demi-grand axe de 2,63 ua, un périhélie de 2,15 ua, une excentricité de 0,18 et une inclinaison de 14,07° par rapport à l'écliptique. Du fait de ces caractéristiques, à savoir un demi-grand axe compris entre 2 et 3,2 ua et un périhélie supérieur à 1,666 ua, il est classé, selon la JPL Small-Body Database, comme objet de la ceinture principale d'astéroïdes.

### Caractéristiques physiques
(39660) 1995 UU46 a une magnitude absolue (H) de 15,0 et un albédo estimé à 0,304.